# Condado de Słupsk
El condado de Słupsk (en polaco: powiat słupski, en casubio: Stôłpsk kréj) es una unidad de administración territorial y gobierno local (powiat) de la voivodía de Pomerania, en el norte de Polonia, en la costa del Báltico. Nació el 1 de enero de 1999, como resultado de las reformas del gobierno local polaco aprobadas en 1998. Su sede administrativa es la ciudad de Słupsk, aunque la ciudad no forma parte del condado (constituye un condado urbano separado). Las únicas ciudades del condado de Słupsk son Ustka, una localidad costera a 18 km al noroeste de Słupsk, y Kępice, a 27 km al sur de Słupsk.
El condado tiene una superficie de 2.304 kilómetros cuadrados. En 2019 su población total es de 98 793 habitantes, de los cuales la población de Ustka es de 15 460, la de Kępice es de 3 580, y la población rural es de 79 753.
Condado de Słupsk en el mapa de los condados de la voivodía de Pomerania
Además de la ciudad de Słupsk, el condado de Słupsk limita al este con el condado de Lębork, al sureste con el condado de Bytów y al oeste con los condados de Koszalin y Sławno. También limita al norte con el mar Báltico.
Condado de Słupsk en un mapa de los condados de la voivodía de Pomerania

## División administrativa
El condado está subdividido en 10 gminas (una urbana, una urbano-rural y ocho rurales). Estas se enumeran en la siguiente tabla, en orden descendente de población.
| Gmina                                         | Tipo         | Área (km2) | Población (2019) | Asentamiento      |
| Gmina Słupsk                                  | rural        | 260.6      | 18,110           | Słupsk *          |
| Ustka                                         | urbana       | 10.1       | 15,460           |                   |
| Gmina Kobylnica                               | rural        | 245.0      | 12,712           | Kobylnica         |
| Gmina Dębnica Kaszubska                       | rural        | 300.0      | 9,619            | Dębnica Kaszubska |
| Gmina Kępice                                  | urbana-rural | 293.4      | 9,122            | Kępice            |
| Gmina Główczyce                               | rural        | 323.8      | 9,042            | Główczyce         |
| Gmina Ustka                                   | rural        | 218.1      | 8,335            | Ustka *           |
| Gmina Potęgowo                                | rural        | 227.9      | 6,944            | Potęgowo          |
| Gmina Damnica                                 | rural        | 167.8      | 6,058            | Damnica           |
| Gmina Smołdzino                               | rural        | 257.2      | 3,391            | Smołdzino         |
| * Asentamiento que no forma parte de la gmina |              |            |                  |                   |